# تپه علی گردل
تپه علی گردل مربوط به دوران پیش از تاریخ ایران باستان است و در شهرستان دورود، بخش سیلاخور، روستای لبان سفلی واقع شده و این اثر در تاریخ ۲۴ اسفند ۱۳۸۳ با شمارهٔ ثبت ۱۱۷۳۹ به‌عنوان یکی از آثار ملی ایران به ثبت رسیده است.